# منتخب جامايكا لكرة القدم للسيدات
منتخب جامايكا الوطني لكرة القدم للسيدات هو ممثل جامايكا الرسمي في المنافسات الدولية في كرة القدم في فئة كرة القدم للسيدات.

## وصلات خارجية
- الموقع الرسمي